# 温思罗普陨石坑
温思罗普陨石坑（Winthrop）是月球正面位于风暴洋南部的一座小撞击坑残迹，其名称取自十八世纪美国天文学家约翰·温思罗普(John Winthrop，1714年-1779年)，1976年被国际天文学联合会批准接受。

## 描述

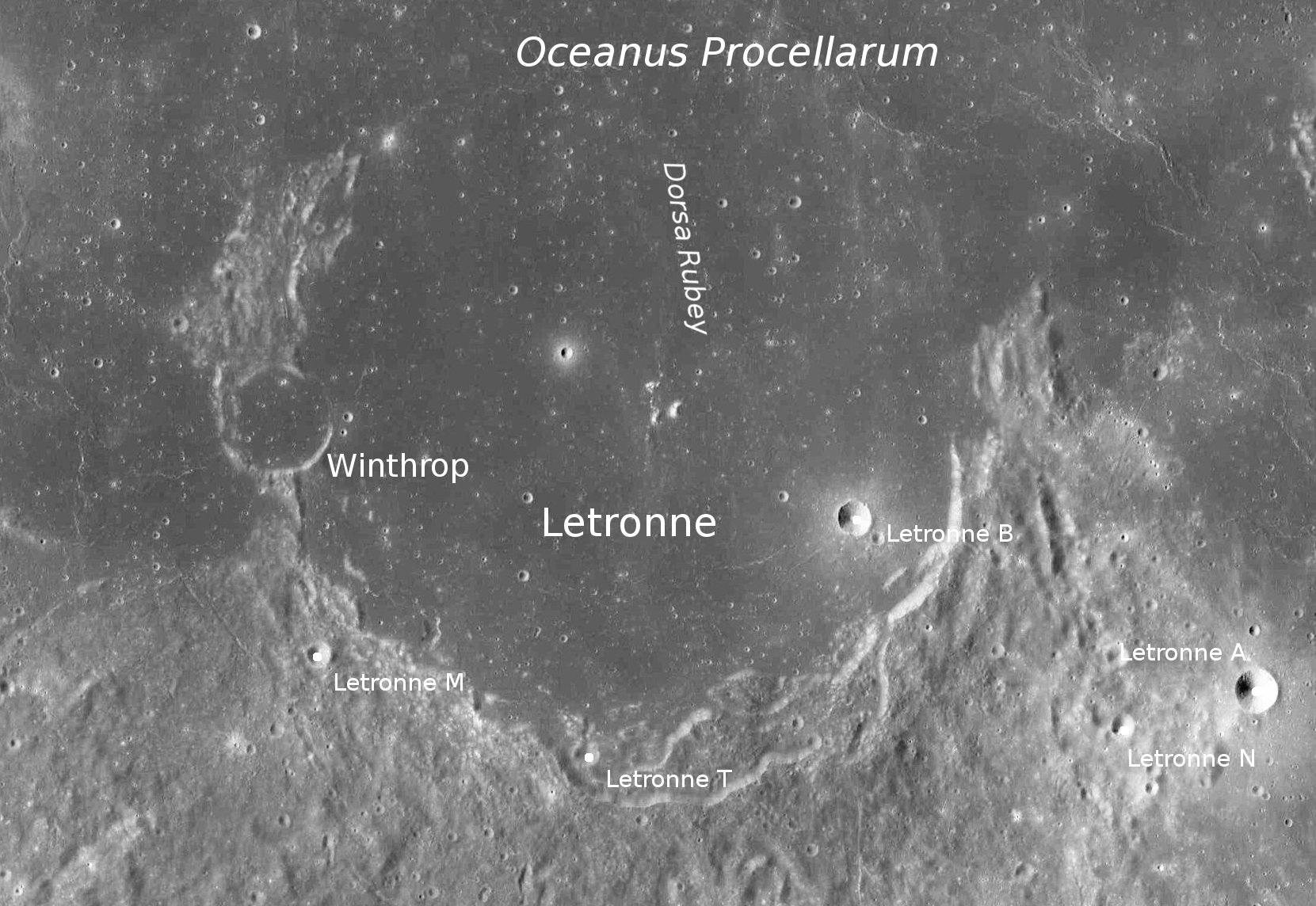
温思罗普陨石坑的周边，月球勘测轨道飞行器拍摄。

该陨坑坐落在勒特罗纳环形山的西端坑壁上，往西毗邻汉斯廷陨石坑、北面靠近佛兰斯蒂德陨石坑、舍勒陨石坑和维希曼陨石坑位于它的东北偏东、东南偏南横亘了伽桑狄环形山、而比伊陨石坑则坐落在它的西侧。温思罗普陨石坑的东北偏北纵贯着一道南北走向的皱岭-鲁比山脊。该陨坑中心月面坐标为10°46′S 44°28′W / 10.76°S 44.46°W，直径17.3公里，深度380米。
温思罗普陨石坑外观接近圆形，表面已完全被熔岩淹没，只有一圈狭窄的壁顶升出在月球表面。环坑壁布满许多裂口，其中东侧一处宽大的裂口直接将它与勒特罗纳环形山的坑底连成一体。温思罗普陨石坑南北二侧分别连接着由勒特罗纳环形山残壁所组成的巨大山脊。该陨坑已被玄武岩熔岩淹没，平坦的地表上散布有一些细小的撞击坑。
该陨坑在1976年被国际天文学联合会更名前，曾被称为卫星坑"勒特罗纳 P"(所谓的"卫星坑标记法"：以所靠近的主坑名+字母来命名)。

## 另请参阅
- Andersson, L. E.; Whitaker, E. A. . NASA RP-1097. 1982.
- Blue, Jennifer. . USGS. July 25, 2007  [2007-08-05]. （原始内容存档于2012-04-08）.
- Bussey, B.; Spudis, P. . New York: Cambridge University Press. 2004. ISBN 978-0-521-81528-4.
- Cocks, Elijah E.; Cocks, Josiah C. . Tudor Publishers. 1995. ISBN 978-0-936389-27-1.
- McDowell, Jonathan. . Jonathan's Space Report. July 15, 2007  [2007-10-24]. （原始内容存档于2012-05-26）.
- Menzel, D. H.; Minnaert, M.; Levin, B.; Dollfus, A.; Bell, B. . Space Science Reviews. 1971, 12 (2): 136–186. Bibcode:1971SSRv...12..136M. doi:10.1007/BF00171763.
- Moore, Patrick. . Sterling Publishing Co. 2001. ISBN 978-0-304-35469-6.
- Price, Fred W. . Cambridge University Press. 1988. ISBN 978-0-521-33500-3.
- Rükl, Antonín. . Kalmbach Books. 1990. ISBN 978-0-913135-17-4.
- Webb, Rev. T. W.  6th revised. Dover. 1962. ISBN 978-0-486-20917-3.
- Whitaker, Ewen A. . Cambridge University Press. 1999. ISBN 978-0-521-62248-6.
- Wlasuk, Peter T. . Springer. 2000. ISBN 978-1-85233-193-1.